# Edith Morley

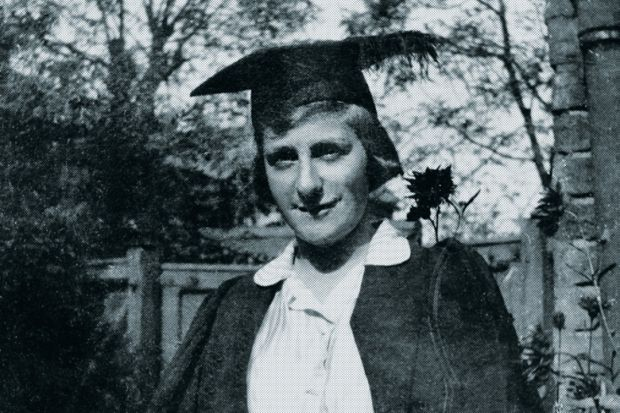
Edith J. Morley im College-Talar, ca. 1893

Edith Julia Morley (* 13. September 1875 in Bayswater, London; † 18. Januar 1964 in Reading, Berkshire) war eine englisch-britische Literaturwissenschaftlerin und Aktivistin. Sie war die wichtigste Herausgeberin der Werke von Henry Crabb Robinson im 20. Jahrhundert. Von 1908 bis 1940 war sie Professorin für englische Sprache am University College Reading, der heutigen University of Reading, und war damit die erste Frau, die auf einen Lehrstuhl an einer britischen Universität berufen wurde. Sie war Sozialistin und Mitglied der Fabian Society, engagierte sich in verschiedenen Kampagnen zu Frauenrechten und Frauenwahlrecht. Sie erhielt den Order of the British Empire für ihre Bemühungen um die Koordinierung des Flüchtlingsprogramms von Reading während des Zweiten Weltkriegs.

## Leben
Morley wurde als viertes von sechs Kindern und einzige Tochter von Leah Reyser (1840–1926) und Alexander Morley († 1915), einem Chirurgen und Zahnarzt, geboren. Zwischen dem ältesten und dem jüngsten Kind lagen fünfundzwanzig Jahre. Ihren ältesten Bruder beschrieb sie als „Invaliden“.
Die Familie war wohlhabend und modern und die Eltern waren sich einig, dass die Tochter denselben Grad an Erziehung genießen sollte wie die Söhne, auch wenn sie später ihrer akademischen Karriere reserviert gegenüber standen. In ihren Memoiren erinnerte Morley sich daran, dass sie nicht gerne ein Mädchen war, da sie die Einschränkungen, die ihr durch die viktorianischen Anstandsregeln auferlegt wurden, wie das Tragen von Handschuhen oder eines Schleiers nicht ertrug.
Im Alter von fünf Jahren wurde Morley in einen örtlichen Kindergarten geschickt, der von einem naturkundlich interessierten Mann geleitet wurde, der von der Familie den Spitznamen „Brownie“ erhielt. Sie erinnerte sich an „lange und glückliche Stunden“ im Natural History Museum, wo sie bei der Bestimmung von Muscheln mithelfen durfte. Sie schrieb, dass sie „völlig überzeugt war, dass sie [die Museumswissenschaftler] meine Hilfe brauchten“ und beschrieb es rückblickend als eine „freudige und wunderbare Erfahrung, die mich mit Selbstbewusstsein erfüllte“.
Morley wurde für drei Jahre in ein Internat geschickt und wurde dann vier Jahre lang am Doreck College in Kensington unterrichtet. Im Alter von 14 Jahren wurde sie nach Hannover geschickt, um Deutsch zu lernen und um „zu einer «jungen Dame» gemacht zu werden und einige der weiblichen Fähigkeiten zu erwerben, mit denen ich zu Hause nichts zu tun haben wollte“. Der Unterricht fand ausschließlich auf Deutsch statt, und sie lernte neben Deutsch, Französisch, englische Literatur, Universalgeschichte und Kunstgeschichte. In Latein, Mathematik und Naturwissenschaften wurde sie nicht unterrichtet, was auch in den Privatschulen in England so gewesen wäre.
1892 belegte sie einen Kurs am King’s College London Ladies Department, wo ihre Fähigkeiten bemerkt wurden und man ihr  zusammen mit Caroline Spurgeon vorschlug, an die Oxford Honour School of English and English Literature zu wechseln. Obwohl sie nach der Prüfung 1899 in die erste Klasse aufgenommen wurde, war es Frauen damals nicht erlaubt, sich in Oxford zu immatrikulieren, und sie erhielt eher einen „vergleichbaren“ als einen normalen Oxford-Abschluss. Zusammen mit den wenigen anderen Frauen an der Universität Oxford in dieser Zeit wurde sie ziemlich isoliert gehalten und hatte nur begrenzten Zugang zu den Ressourcen der Universität. Jahre später erhielt sie ein Associateship of King's College und im Jahr 1926 erhielt sie einen Oxford-Ehren-MA verliehen.
Morley begann 1899 am King’s College zu unterrichten und übernahm eine Klasse für Gotische Sprache und Germanistik.
Die Schwierigkeiten, die Morley beim Erlangen einer Ausbildung hatte, formten ihre politischen Ansichten. Sie trat um 1908 der Fabian Society bei und wurde 1914 Mitglied des Fabian Executive Committee. Sie war eine Verfechterin von Frauenrechten und vertrat die Ansicht, dass Ehe und Mutterschaft dazu benutzt wurden, Frauen von einer beruflichen Laufbahn abzuhalten. In ihrem 1914 erschienenen Buch Women Workers in Seven Professions beschreibt sie, wie Akademikerinnen in der Regel in begrenzten Märkten wie Frauenhochschulen zu finden sind, was zu einer künstlichen Verknappung führt, in der Frauen gezwungen sind, gegeneinander (anstatt gegen Männer und Frauen) um die wenigen verfügbaren Ressourcen zu konkurrieren.
Morley war eine aktive, wenn auch nicht öffentlich auftretende Suffragette. Aus Protest gegen ihr fehlendes Wahlrecht weigerte sie sich, Steuern zu zahlen, und ließ stattdessen ihre Güter von den Behörden beschlagnahmen. Aus demselben Grund weigerte sie sich wie andere Suffragetten auch, an der Volkszählung von 1911 teilzunehmen, und verbrachte die Nacht der Volkszählung damit, mit Elizabeth Garrett Anderson die Hauptstraße in Aldeburgh auf und ab zu gehen.
1908 wurde Morley zur Professorin für Anglistik am University College Reading ernannt und war damit die erste Frau, die auf einen Lehrstuhl an einer englischen Universität berufen wurde. Sie stieß auf Vorurteile seitens des männlichen akademischen und literarischen Establishments. Schon die Berufung war eine Nichtanerkennung: Sie bekam einen Lehrstuhl für Anglistik verlieh, obwohl Literatur ihr Hauptfach war. Da die Literatur einem männlichen Professor übertragen wurde, war ihr Lehrstuhl nur temporär und wurde mit ihrer Pensionierung wieder aufgehoben. Nach ihrer Berufung auf den Lehrstuhl wurde ihr ein männlicher Assistent verweigert: Die Verwaltung erklärte, dass von keinem männlichen Akademiker erwartet werden könne, unter einer Frau zu arbeiten. Nachdem einem Vortrag vor einem Komitee der English Association diffamierte Andrew Cecil Bradley zu John Cann Bailey mit dem Ausspruch: „It is a pity, besides being rather strange, that poor Miss Morley herself cannot write a paragraph of tolerable English.“
Sie hatte die Professur in Reading bis 1940 inne, als das University College zur University of Reading wurde. Ihr Spezialgebiet war die englische Literatur, und viele Jahre lang veröffentlichte sie in der bibliografischen Zeitschrift The Year's Work in English Studies unter der Überschrift The Eighteenth Century regelmäßig eine ausführliche Zusammenfassung der neuesten wissenschaftlichen Erkenntnisse auf ihrem Gebiet. Sie wurde bekannt für ihre umfassende Biografie des Schriftstellers und Reisenden Henry Crabb Robinson aus dem Jahr 1935 und als die wichtigste Herausgeberin von Robinsons Schriften im 20. Jahrhundert.
1950 wurde sie zum Officer of the Order of the British Empire (OBE) ernannt, eine Auszeichnung, die ihr für ihre Arbeit bei der Gründung des Reading Refugee Committee und die Unterstützung belgisch-jüdischer Flüchtlinge im Zweiten Weltkrieg verliehen wurde.
Morley starb am 1964 in ihrem Haus in Reading, nach einer langen und lähmenden Krankheit, die sie, wie Kollegen und Freunde berichteten, „mit ihrer gewohnten Tapferkeit“ durchlitt.
Die University of Reading besitzt einen Teil ihres Nachlasses, darunter Korrespondenz (1914–1939), Vorlesungshefte (1893–1914), Fotografien und ihre Memoiren mit dem Titel Looking Before and After, die 2016 posthum veröffentlicht wurden.
2014 würdigte die Universität sie anlässlich der Feierlichkeiten zum Internationalen Frauentag als Vorbild und richtete zu ihren Ehren eine jährliche Vorlesung ein. 2017 wurde das Fakultätsgebäude der Humanities and Social Sciences in Edith Morley Building umbenannt.

## Werke (Auswahl)
- The Works of Sir Philip Sidney. Hugh Rees, London 1901 (Textarchiv – Internet Archive).
- Women Workers in Seven Professions: A Survey of Their Economic Conditions and Prospects. Routledge, London 1914 (gutenberg.org).
- BLAKE, COLERIDGE, WORDSWORTH, LAMB, ETC. Longmans, Green & Co., London 1922 (wikisource.org).
- The Life and Times Of Henry Crabb Robinson. J. M. Dent & Sons Ltd., London 1935 (Textarchiv – Internet Archive).
- Barbara Morris (Hrsg.): Before and after: reminiscences of a working life. Two Rivers Press, Reading 2016, ISBN 978-1-909747-16-6 (Autobiografie, posthum).